# Jack Adams Award
Jack Adams Award er en pris der årligt gives til den bedste træner i NHL. Formelt gives prisen til den træner der "har bidraget mest til sit holds succes." Vinderen findes ved afstemning blandt medlemmerne af National Hockey League Broadcasters Association. Afstemningen finder sted umiddelbart efter afslutningen på grundspillet.

## Historie
Trofæet har fået sit navn efter Jack Adams, en tidligere træner og General Manager for Detroit Red Wings. Trofæet blev uddelt for første gang efter 1973-74 sæsonen.
Jacques Demers er den eneste der har vundet trofæet to år i træk (1986-87 og 1987-88). Pat Burns er den eneste der har vundet trofæet tre gange: 1988-89, 1992-93 og 1997-98.
Bruce Boudreau, Washington Capitals vandt trofæet efter sæsonen 2007-08 foran Mike Babcock, Detroit Red Wings og Guy Carbonneau, Montreal Canadiens.

## Jack Adams Award vindere
| Sæson   | Vinder                   | Hold                     |
| ------- | ------------------------ | ------------------------ |
| 2008-09 | Claude Julien            | Boston Bruins            |
| 2007-08 | Bruce Boudreau           | Washington Capitals      |
| 2006-07 | Alain Vigneault          | Vancouver Canucks        |
| 2005-06 | Lindy Ruff               | Buffalo Sabres           |
| 2004-05 | Ingen vinder pga lockout | Ingen vinder pga lockout |
| 2003-04 | John Tortorella          | Tampa Bay Lightning      |
| 2002-03 | Jacques Lemaire          | Minnesota Wild           |
| 2001-02 | Bob Francis              | Phoenix Coyotes          |
| 2000-01 | Bill Barber              | Philadelphia Flyers      |
| 1999-00 | Joel Quenneville         | St. Louis Blues          |
| 1998-99 | Jacques Martin           | Ottawa Senators          |
| 1997-98 | Pat Burns                | Boston Bruins            |
| 1996-97 | Ted Nolan                | Buffalo Sabres           |
| 1995-96 | Scotty Bowman            | Detroit Red Wings        |
| 1994-95 | Marc Crawford            | Quebec Nordiques         |
| 1993-94 | Jacques Lemaire          | New Jersey Devils        |
| 1992-93 | Pat Burns                | Toronto Maple Leafs      |
| 1991-92 | Pat Quinn                | Vancouver Canucks        |
| 1990-91 | Brian Sutter             | St. Louis Blues          |
| 1989-90 | Bob Murdoch              | Winnipeg Jets            |
| 1988-89 | Pat Burns                | Montreal Canadiens       |
| 1987-88 | Jacques Demers           | Detroit Red Wings        |
| 1986-87 | Jacques Demers           | Detroit Red Wings        |
| 1985-86 | Glen Sather              | Edmonton Oilers          |
| 1984-85 | Mike Keenan              | Philadelphia Flyers      |
| 1983-84 | Bryan Murray             | Washington Capitals      |
| 1982-83 | Orval Tessier            | Chicago Blackhawks       |
| 1981-82 | Tom Watt                 | Winnipeg Jets            |
| 1980-81 | Gord Berenson            | St. Louis Blues          |
| 1979-80 | Pat Quinn                | Philadelphia Flyers      |
| 1978-79 | Al Arbour                | New York Islanders       |
| 1977-78 | Bobby Kromm              | Detroit Red Wings        |
| 1976-77 | Scotty Bowman            | Montreal Canadiens       |
| 1975-76 | Don Cherry               | Boston Bruins            |
| 1974-75 | Bob Pulford              | Los Angeles Kings        |
| 1973-74 | Fred Shero               | Philadelphia Flyers      |